# High & Dry
«High & Dry» es una canción y sencillo de la banda británica Radiohead, perteneciente a su segundo álbum de estudio The Bends y lanzada como sencillo doble junto a "Planet Telex" en febrero de 1995 solo en el Reino Unido, excepto para todo el mundo debido a que el primer sencillo de The Bends fuera del Reino Unido fue "Fake Plastic Trees".
Es una de las canciones más conocidas de la banda, como también una de las menos "alternativas" y más suaves musicalmente. Ésta, junto a los otros sencillos del álbum, ayudaron a posicionar a The Bends como uno de los discos más exitosos de la década, y el más exitoso y alabado por la crítica de Radiohead hasta ese momento.
Luego de la gira de presentación del disco, la canción ha sido víctima del "auto-veto" por parte del grupo, siendo escasamente tocada en vivo, similar al caso de "Creep".

## Vídeos musicales
Dos videos fueron creados para "High and Dry", una producida para el mercado americano y otra para Gran Bretaña. La primera, dirigida por Paul Cunningham, estrellas de la banda en un restaurante (de Dick Restaurant & Cocktails, en San Leandro, California), donde otros clientes están involucrados en dramas de los suyos, que se revela a través de la utilización de flashbacks. Una pareja y un cocinero están involucrados en un delito no especificado. Un hombre de negocios se esconde algo en su maletín. Al final, los dos dramas se resuelven cuando son traicionados a los culpables, el cocinero le da a la pareja una bomba de tiempo y el empresario es emboscado y asesinado (aunque el asesinato sólo se sugiere).
La versión británica del video es en blanco y negro, dirigida por David Mould. Se muestra a la banda tocando en un lugar desierto en medio de camiones y equipos de filmación. Al final del video, que llueve en la banda, pero siguen tocando. Esta fue la primera versión del video producido, pero la banda expresó su descontento con ella, lo que el otro vídeo. Sólo la versión de EE. UU. aparece en 1998 la compilación de vídeo 7 Televisión de la banda, y las versiones en Reino Unido y EE. UU. aparecen en el Radiohead: The Best Of DVD lanzado en 2008 por EMI.

## Lista de canciones

### CD1
1. «High and Dry» - 4:17
2. «Planet Telex» - 4:18
3. «Maquiladora» - 3:27
4. «Planet Telex» (Hexidecimal Mix) - 6:44

### CD2
1. «Planet Telex» - 4:18
2. «High and Dry» - 4:17
3. «Killer Cars» - 3:02
4. «Planet Telex» (L.F.O. JD Mix) - 4:40

### 12" vinyl
1. «Planet Telex» (Hexidecimal Mix) - 6:44
2. «Planet Telex» (L.F.O. JD Mix) - 4:40
3. «Planet Telex» (Hexidecimal Dub) - 7:32
4. «High and Dry» - 4:17

### U.S.
1. «High and Dry» - 4:16
2. «India Rubber» - 3:26
3. «Maquiladora» - 3:26
4. «How Can You Be Sure» - 4:21
5. «Just» (live at the forum) - 3:47